# Henry Kaltenbrunn
Henry Kaltenbrunn (né le 5 mai 1897 à Vryburg en Afrique du Sud - mort le 15 février 1971 à Benoni en Afrique du Sud) est un coureur cycliste sur piste et cycliste sur route sud-africain des années 1920.

## Palmarès
- 1920
  -  Médaillé d'argent en course en ligne sur route aux Jeux olympiques d'Anvers
  -  Médaillé de bronze en poursuite par équipe sur piste aux Jeux olympiques d'Anvers